# Nico-Stéphàno Pellatz
Nico-Stéphàno Pellatz (* 8. Juli 1986 in Berlin) ist ein ehemaliger deutscher Fußballtorhüter.

## Karriere
Pellatz begann seine Fußballkarriere beim SV Blau Weiss Berlin. Zuerst spielte er im Mittelfeld, bis ihn sein damaliger Jugendtrainer im Tor testete und sein Talent erkannte. Über Tasmania Gropiusstadt wechselte er 2002 zu Hertha BSC, mit der er 2004 mit der U-19 den DFB-Juniorenpokal und ein Jahr später in der Junioren-Bundesliga Nord/Nordost den Meistertitel holte. In der Saison 2006/2007 stieg er zum dritten Torwart im Profikader der Hertha auf. 
Im Sommer 2007 wechselte er ablösefrei zu Werder Bremen und unterzeichnete einen Vertrag bis 2009. Dort war er dritter Torwart des Profiteams und zugleich Stammkeeper der zweiten Mannschaft. In der 3. Liga gab er am 26. Juli 2008 sein Profidebüt gegen die SpVgg Unterhaching. Sein Pflichtspieldebüt für die erste Mannschaft von Werder Bremen gab er am 4. März 2009 beim 5:2-Sieg im DFB-Pokalspiel gegen den VfL Wolfsburg. Nachdem Stammtorhüter Tim Wiese und Ersatzkeeper Christian Vander verletzt ausgefallen waren, rückte Pellatz in die Startformation.
Im Sommer 2009 wechselte er, nachdem sein Vertrag nicht verlängert worden war, nach Zypern zu Apollon Limassol. Dort spielte er jedoch nur eine Saison. Nach kurzer Vereinslosigkeit unterschrieb er im September 2010 einen Vertrag bei ADO Den Haag. Im Januar 2011 wurde er zu Excelsior Rotterdam ausgeliehen, für die er bis Saisonende spielte. Im Sommer 2011 unterschrieb er einen Vertrag bei Sparta Rotterdam, den er Ende November 2011 vorzeitig bis zum 30. Juni 2015 verlängerte.
Zur Saison 2013/14 wechselte Pellatz ablösefrei zu Dynamo Dresden. Dort kam er bis zur Winterpause zu keinem Pflichtspieleinsatz für die erste Mannschaft. Im Januar 2014 einigten sich Spieler und Verein auf eine Vertragsauflösung, woraufhin er zu Viktoria Köln wechselte. Nach dem verpassten Aufstieg in die 3. Liga trennten sich Viktoria Köln und Nico Pellatz. Später gab der VfL Wolfsburg die Verpflichtung von Nico Pellatz für seine U-23-Mannschaft in der Regionalliga Nord bekannt. Bei den Wölfen beendete der Torhüter dann im Sommer 2019 nach nur vier Ligaspielen in zwei Jahren seine aktive Karriere. 

## Erfolge
- DFB-Junioren-Pokalsieger 2004
- Staffelsieger der U-19-Bundesliga Nord/Nordost 2005
- DFB-Pokalsieger 2009